# فرودگاه چارلوویکس
فرودگاه چارلوویکس (به انگلیسی: Charlevoix Airport) یک فرودگاه همگانی با کد یاتا YML است که یک باند فرود آسفالت دارد و طول باند آن ۱٬۳۷۲ متر است. این فرودگاه در کشور کانادا قرار دارد و در ارتفاع ۲۹۸ متری از سطح دریا واقع شده‌است.